# Marco Antonio Ansidei
Pour les articles homonymes, voir Ansidei.
Marco Antonio Ansidei, né le 1er septembre 1671 à Pérouse, dans l'actuelle province de Pérouse, en Ombrie, alors dans les États pontificaux et mort le 14 février 1730 à Rome, est un cardinal italien du XVIIIe siècle.

## Biographie
Marco Antonio Ansidei étudie à l'université de Pérouse. Il exerce diverses fonctions au tribunal suprême de la Signature apostolique (notamment comme doyen), à la chambre apostolique, à la Congrégation du Concile et à la Congrégation de l'Inquisition. En 1724, il est nommé archevêque titulaire de Damiette (de).
Le pape Benoît XIII le crée cardinal in pectore lors du consistoire du 9 décembre 1726. Sa création est publiée le 30 avril 1728. Ansidei est transféré au diocèse de Pérouse en 1726, archevêque à titre personnel.

### Sources
- Fiche du cardinal sur le site fiu.edu